# Klement Steinmetz
Klement Steinmetz est un footballeur autrichien né le 23 mars 1915 à Kindberg et décédé le 2 mai 2001. Il évoluait au poste d'attaquant.

## Carrière
Il participe avec la sélection olympique autrichienne aux Jeux olympiques de Berlin en 1936. Lors du tournoi olympique, il joue trois matchs, contre l'Égypte, le Pérou et l'Italie. Il inscrit trois buts lors de cette compétition. La sélection autrichienne remporte la médaille d'argent.
En club, il joue en faveur du Kapfenberger SV.

## Palmarès
- Médaillé d'argent lors des Jeux olympiques de 1936 avec l'équipe d'Autriche